# آنتوان-فرانسوا کاله

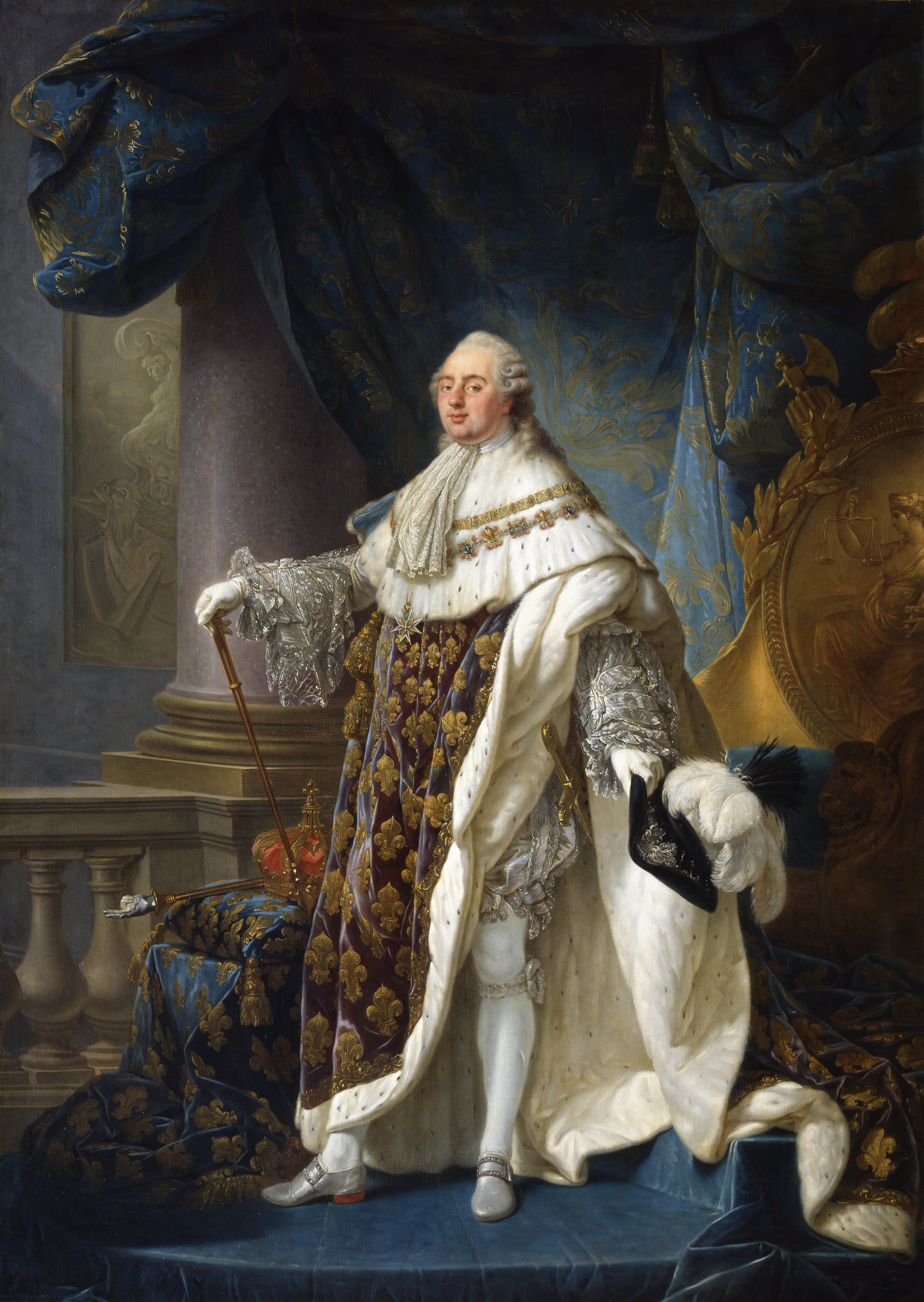
آنتوان-فرانسوا کاله، پرتره لوئی شانزدهم، ۱۷۷۹.

آنتوان-فرانسوا کاله (به فرانسوی: Antoine-François Callet) (۱۷۴۱–۱۸۲۳) نقاش فرانسوی پرتره و رسمی دربار لوئی شانزدهم بود. او برندهٔ جایزه بزرگ رم در سال ۱۷۶۴ بود.